# Dasybasis difficilis
Dasybasis difficilis är en tvåvingeart som först beskrevs av Krober 1931.  Dasybasis difficilis ingår i släktet Dasybasis och familjen bromsar. Inga underarter finns listade i Catalogue of Life.